# 모잠비크
모잠비크 공화국(포르투갈어: República de Moçambique 헤푸블리카 드 모삼비크[*], 스와힐리어: Jamhuri ya Msumbiji 잠 후리아 므숨비지, 영어: Republic of Mozambique, 문화어: 모잠비끄), 줄여서 모잠비크(포르투갈어: Moçambique 모삼비크[*])는 아프리카 대륙 남동부에 있는 나라이다. 동쪽으로는 인도양, 북쪽으로는 탄자니아, 북서쪽으로는 말라위, 잠비아, 서쪽으로는 짐바브웨, 남서쪽으로는 에스와티니, 남아프리카 공화국과 접한다.
1996년부터 2005년까지 연평균 8.3%의 경제 성장을 기록하였다. 모잠비크의 주요 수출품은 광물개발과 원자재이며, 광업과 농업의 비중이 높다. 2022년 기준, 모잠비크는 천연가스 아프리카 2위, 흑연 세계 5위, 티타늄 세계 8위, 지르코늄 세계 4위 등 여러 전략 광물을 풍부하게 보유하고 있다.

## 역사
모잠비크는 1964년부터 1974년까지 포르투갈을 상대로 오랫동안 독립전쟁을 진행해 왔으며, 독립전쟁을 이끌었던 모잠비크 자유전선(FRELIMO)에 의해 공산주의 사상에 입각한 일당체제 정부가 수립되었다. 한편, 모잠비크는 독립 이후부터 소련의 원조를 통해 계획경제를 받아들였고, 모잠비크 인민공화국 수립을 통해 계획경제는 1990년대 중반까지 이어졌다.
그러나 아프리카의 상황을 파악하지 않고 시작된 계획경제의 부작용 뿐만 아니라 반공산주의를 주장하고 자유진영의 지원을 받는 모잠비크 민족저항전선(RENAMO)과의 내전이 겹치면서 정치적 불안은 가중되었다.
모잠비크는 포르투갈의 식민지배를 받다가 1975년 사모라 마셸 대통령이 모잠비크를 독립시켰고 그의 부인 그라사 마셸은 아프리카 여성 최초로 교육부 장관이 되기도 했으나, 1986년 마셸은 비행기 사고로 사망하였다. 이는 남아프리카 연방의 반공산주의 세력의 개입에 의한 암살이었던 것으로 여겨진다. 마셸 대통령의 뒤를 이은 조아킹 시사누 대통령은 자국의 기술부족과 외화 부족, 소련 붕괴에 따른 수출감소로 개혁 정책을 시도하여 모잠비크 민족저항전선과 대화를 시작하였고 1990년 시장경제를 도입하였으며 다당제 민주주의를 출범시켰다. 정부는 자본주의 체제로 전환됐다. 자본주의 체제를 채택한 새 정부는 5년 임기를 통한 대통령제와, 복수정당제를 도입했다.
이러한 시도의 일환으로 1992년 모잠비크 내전은 종결되었으나, 내전으로 인하여 100만명이 사망하고 170만명의 난민이 발생하였다. 1994년부터 2014년까지 이뤄 진 모든 선거에서 모잠비크 자유전선이 승리함에 따라 모잠비크 민족저항전선의 부정선거 의혹 제기가 있을 수밖에 없었고, 이에 따라 2013년 모잠비크 중부와 북부를 중심으로 산발적인 군사 공격을 재개하였다.
1995년에는 남아프리카 공화국의 주선으로 영국의 통치를 받지 않았던 국가로는 처음으로 영연방에 가입하였다. 또한 포르투갈어 사용국 공동체(CPLP)의 정회원이며, 2006년부터는 프랑코포니의 참관국이다.

## 지리
전체 면적은 801,590 km2로서 세계에서 35번째로 넓은 나라이다. 파키스탄과 비슷한 면적이다.크고 넓다

## 기후
대부분은 사바나 기후 지역에 속한다.

## 사람과 언어
주민: 마쿠아롬웨족40%, 마콘데족, 쇼나족 등
언어: 공용어는 포르투갈어이지만, 반투제어와 스와힐리어도 사용된다.
모잠비크는 포르투갈어 사용국 공동체의 정회원국이다. 또한 1995년 영연방 가입이후 급속도로 영어문화권에 편입되고 있으며, 이런 상황을 극복하기 위한 하나의 수단으로 2006년 7월 21일 대통령은 프랑코포니의 참관국 자격을 공식적으로 요청했다. 모잠비크는 2006년 9월 28일부터 29일까지 부쿠레슈티에서 열린 프랑코포니정상회담에서 참관국 자격을 획득하였다.

## 기아문제
모잠비크의 기아문제는 매우 심각한 상황이다. 매년 아일랜드의 NGO인 컨선월드와이드(Concern Worldwide), 독일의 NGO인 세계기아원조(Welthungerhilfe) 그리고 미국의 연구기관인 국제식량정책연구소(IFPRI)가 협력하여 발표하는 세계기아지수(GHI)에 따르면 2016년 모잠비크의 기아지수는 100점 만점 중 31.7점으로 이는 조사 대상이었던 118개의 개발도상국 중 104위에 해당하는 수치이다

## 행정 구역
| 1. 카부델가두 2. 가자 3. 이냠바느 4. 마니카 5. 마푸투(수도) 6. 마푸투 7. 남풀라 8. 니아사 9. 소팔라 10. 테트 11. 잠베지아 | 모잠비크의 지도 |

## 대한관계
남북한 동시수교국이며 대한민국과는 1993년에 수교하였다.
역사적으로 임진왜란 당시 명나라 장수들이 포르투갈 상인들에게 사온 노비들이 모잠비크 출신이었다. 명나라 장수들은 조선 선조에게 이 노비들을 바쳤으며 선조는 이를 수군에 하사했다. 조선왕조실록에서는 이 노비들을 해귀라 불렀으며 수군에서 잠수부 역할을 했다.